# Anagyrus grenfelli
Anagyrus grenfelli är en stekelart som beskrevs av John S. Noyes och Hayat 1994. Anagyrus grenfelli ingår i släktet Anagyrus och familjen sköldlussteklar.
Artens utbredningsområde är Brunei. Inga underarter finns listade i Catalogue of Life.